# 安定化電源

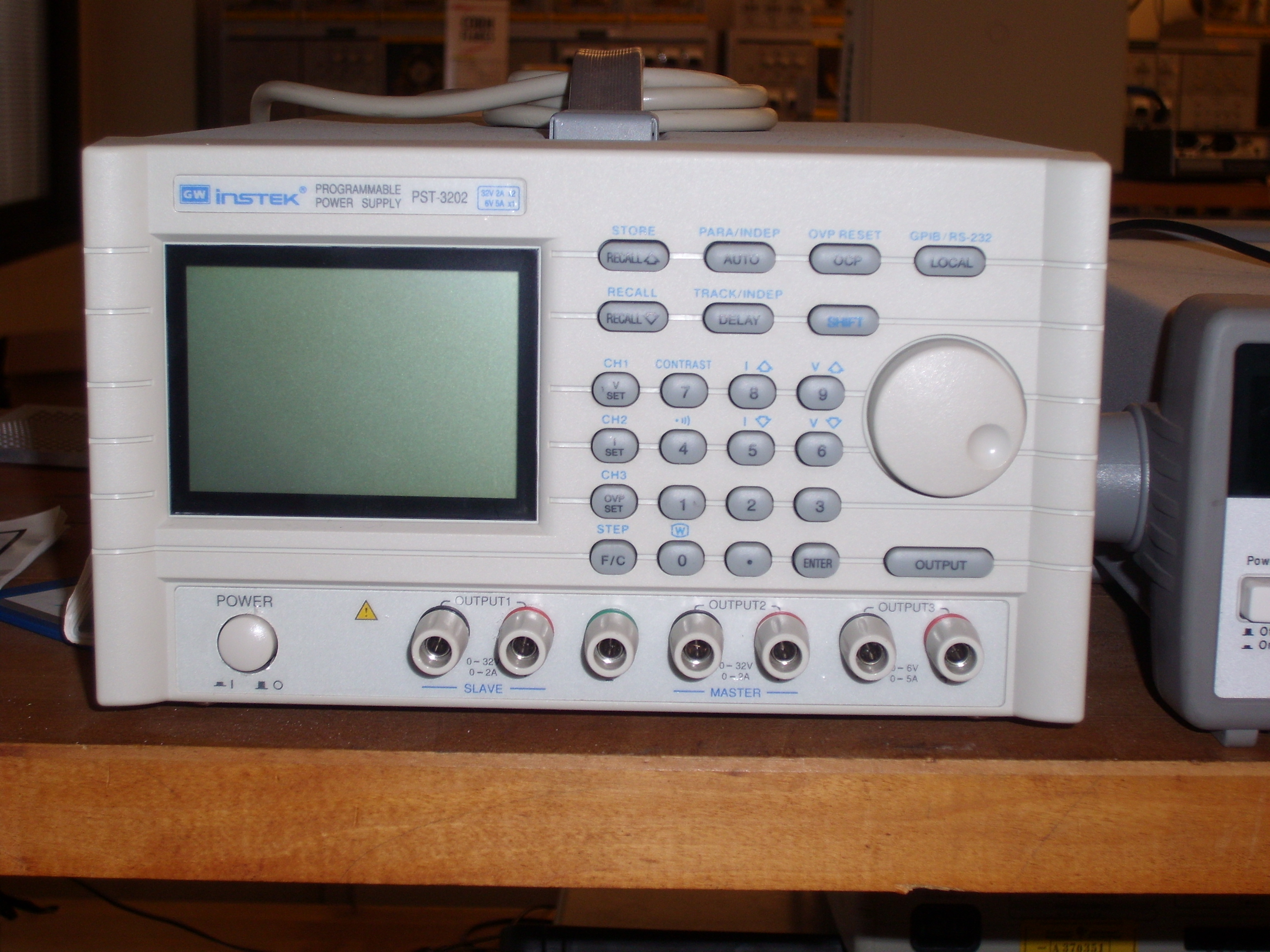
直流安定化電源装置

安定化電源（あんていかでんげん）とは、直流の出力電圧が常に一定の値になるように制御された電源回路またはその機能をもつ装置のこと。
安定化電源回路は、出力が一定の電圧となるように負帰還を掛けた増幅回路である。

## 構成
現在の安定化電源は、トランス、シリコンダイオードブリッジ整流器、リザーバコンデンサ、電圧レギュレータICを使用したものが主流である。スイッチング電源の場合にはインダクタも使用する。
複数の電圧ラインを持つ電源、可変レギュレータ、電源制御ライン、ディスクリート回路などのバリエーションがある。

## 他の電源との違い
交流の電力源を入力として、これを整流し、直流の出力として利用する方法はいくつか存在する。
単純にダイオードを用いた半波整流や全波整流回路を組むことはできるが、電圧の時間変動幅が大きく、整った直流の電源を必要とする電気回路に用いるには問題があることが多い。
これに平滑用のコンデンサを組み合わせた程度の回路による脈流出力で十分な場合もあるが、特に電源の安定性を要求するような用途では、シリーズレギュレータやスイッチングレギュレータを用いた安定化電源回路を組む事になる。
とくに、出力負荷の変動に対して電圧の安定性を要求される場合には安定化電源回路を使用する必要がある。
高精度の機種では、化学電池が起電する直流電流よりも精度の高い（ごくわずかな電圧のぶれもない）直流電流を出力することができる。
身近な直流電源である電池は、放電時間とともに出力電圧が変動し、また出力の負荷の大きさによっても変動するものであるのに対して、安定化電源の出力電圧はその能力の範囲内なら時間的な変動も負荷による変動も起こさない。

## 出力電圧の変動
電池の負荷変化による電圧変動は内部抵抗が主因であるが、安定化電源回路は内部抵抗と出力インピーダンスのごく低い電池として振舞うと云える。
特に大電力を使用するような機器で、電池の代わりに安定化電源を使用するときはこのことに注意しなければならない。
例えば、公称電圧が1.5Vのアルカリマンガン乾電池を使用する機器でも、実際には電池の内部抵抗を考慮して電源入力としては1.5Vの電圧が加わらないことを前提としている場合があり、そのような機器の電源を単純に1.5V出力の安定化電源で置き換えてしまうと、動作不良や故障の原因となる可能性がある。